# Colônia (Roma Antiga)
Colônia (português brasileiro) ou colónia (português europeu) (em latim: colonia, plural: coloniae) foi uma ocupação humana planejada da Roma Antiga, originalmente localizada em uma região conquistada litigiosamente por guerra. Por esta razão as colônias tinham inicialmente o carácter de um preposto militar, responsável pelo controle e manutenção da população, que via de regra estava empenhada na manutenção do local. Posteriormente seu principal objetivo foi disponibilizar aos cidadãos romanos espaço para habitação, principalmente para os veteranos. Não confundir as colônias com províncias romanas.

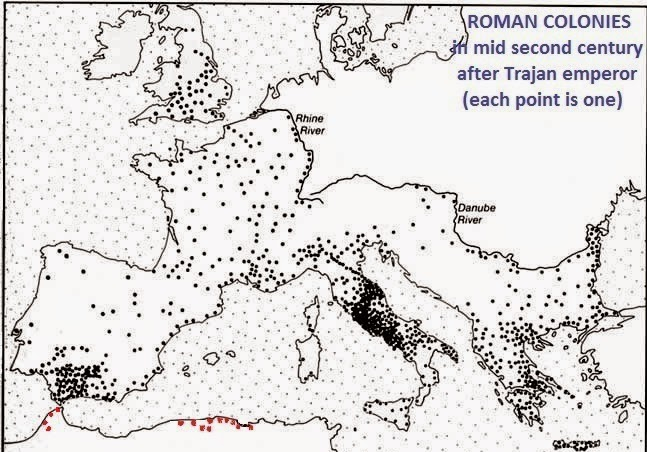
Colônias romanas ao redor do Império durante o século II.

Exemplos de colônias do Império Romano:
- na Germânia Inferior:
  - Colônia Cláudia Ara Agripinênsio,  depois Colônia (Alemanha)
  - Colônia Úlpia Trajana, próximo a Xanten
- na Germânia Superior:
  - Augusta Ráurica, atual Augst
  - Avêntico, atual Avenches
- na Gália Bélgica
  - Augusta dos Tréveros, atual Tréveris
- na Récia
  - Augusta dos Vindélicos, atual Augsburgo
- em Nórica
  - Colonia Aurélia Antoniana Ovilabis, atual Wels
- em Panônia
  - Carnunto, Bad Deutsch-Altenburg, c. 40 km ao leste de Viena
  - Colônia Claudia Savária, atual Szombathely
- na Britânia:
  - Lindo Colônia, atual Lincoln
  - Camuloduno, depois Colônia Claudia Victricense, atual Colchester
  - Eboraco, depois Colônia Eboracênsio, atual Iorque
- na Judeia:
  - Jerusalém, após o levante de Simão Barcoquebas novamente fundada como Colônia Élia Capitolina
- em Mésia:
  - Colonia Úlpia Esco
  - Colonia Úlpia Raciária (ambas no rio Danúbio, atualmente norte da Bulgária)
- na Trácia
  - Colônia Flávia Deultênsio (Debelt, no Mar Negro)
- na África:
  - Colônia Tenas, 12 km de Sfax
  - Colônia Junônia Cartago (122 a.C. planejada, mas não realizada) – depois como Colônia Júlia Concórdia Cartago (29 a.C.) realizada – em Cartago (após a destruição pelos romanos)
  - Tauqueira